# Sax Rohmer
Sax Rohmer, egentligen Arthur Henry Sarsfield Ward, född 15 februari 1883 i Birmingham, England, död 1 juni 1959 i London, var en brittisk författare. Han är mest känd för sina berättelser om superskurken Fu Manchu.
Han föddes i Birmingham till irländska föräldrar i arbetarklassen. Hans ursprungliga namn var Arthur Henry Ward; han lade sedan till namnet Sarsfield då hans mor hävdat att de var släkt med 1600-talsgeneralen Patrick Sarsfield. Efter skolgången hade han olika jobb innan han påbörjade sin författarbana under pseudonymen Sax Rohmer. Hans första publicerade verk var "The Mysterious Mummy" i Pearson's Weekly 1903. Han skrev varietésketcher och följetonger för tidskrifter.
Stor framgång fick han med The Mystery of Dr. Fu Manchu (även publicerad som The Insidious Dr. Fu Manchu, 1913) om den kinesiske superskurken Fu Manchu, den stora gula faran som hotar västvärlden och den vita rasen. Boken följdes av två uppföljare under 1910-talet och ytterligare flera från 1931. Rohmer skrev även detektivhistorier med hjältar som Gaston Max, Paul Harley, Red Kerry och Morris Klaw, samt övernaturliga och ockulta berättelser. Han var under 1920- och 1930-talen en av de populäraste och högst betalda engelskspråkiga författarna men förlorade mycket av sina inkomster på dåliga affärer och spel.
Rohmer var gift från 1909 med Rose Elizabeth Knox. Efter andra världskriget flyttade paret till New York. Under 1950-talet skrev han även en rad böcker om den kvinnliga skurken Sumuru, som likt Fu Manchu porträtterats på film flera gånger.

## Böcker på svenska
- Den gule doktorn (översättning Ebba Nordenadler, Geber, 1919)
- Sivas rop (översättning Ebba Nordenadler, Geber, 1920) (The Mystery of Dr. Fu-Manchu)
- De hundra hänryckningarnas hus (okänd översättare, Geber, 1920)
- Den gula klon (okänd översättare, Geber, 1922) (The Yellow Claw)
- Det hemlighetsfulla Egypten: noveller (översättning Ernst Lundquist, Geber, 1923) (Tales of Secret Egypt)
- Si-Fan-mysterierna: en ny fas i Doktor Fu-Manchus verksamhet (översättning Birgit Gyllenbögel, Geber, 1924)
- Guldskorpionen (okänd översättare, Geber, 1927)
- Eldtunga (översättning M. N:lin, Geber, 1929) (Fire-tongue)
- Kejsaren av Amerika (översättning Louis Renner, Geber, 1930)
- Fu Manchus mask (översättning Anna Bagge, Geber, 1934) (The Mask of Fu Manchu)
- Eldtungan (okänd översättare, Romantidningen, 1942) (Fire-tongue)
- Mörkläggning i Babylon (översättning H. Ståhl, Sörlin, 1948) (Seven Sins)
- Mysteriet med den heliga sandalen (översättning H. Ståhl, Sörlin, 1948) (The Quest of the Sacred Slipper)
- Den stora dimman (översättning H. Ståhl, Sörlin, 1949) (The Trail of Fu Manchu)
- Farlig kvinna (översättning Margareta Ångström, Lindqvist, 1951)
- Fu Manchus dotter (översättning Ruby Tekman, Lindqvist, 1954) (Daughter of Fu Manchus)
- Mysteriet Dr. Fu Manchu (översättning Gabriel Setterborg, Bergh, 1977) (The Mystery of Dr. Fu-Manchu)